# Gregarina saenuridis
Gregarina saenuridis is een soort in de taxonomische indeling van de Myzozoa, een stam van microscopische parasitaire dieren. Het organisme komt uit het geslacht Gregarina en behoort tot de familie Gregarinidae. Gregarina saenuridis werd in 1909 ontdekt door E. Hesse.